# 印第安人头像鹰扬金币
印第安人头像鹰扬金币（英語：Indian Head eagle）是美国铸币局于1907年至1916年间连续生产的一种10美元面额金币，1916年后还不定期生产到1933年。硬币的正背两面都是由雕塑家奥古斯都·圣高登斯设计，原计划应用到其它面额硬币上。圣高登斯在设计期间已患上癌症，未能看到金币面世便与世长辞。
总统西奥多·罗斯福从1904年就开始大力倡导重新设计美国硬币，在他的举荐下，铸币局同雕塑家奥古斯都·圣高登斯取得联系，请他操刀5种无须国会授权就可以重新设计的硬币（4种金币和1种美分币）。总统和圣高登斯起初打算4种金币采用相同设计，但罗斯福于1907年决定将雕塑家为分币创作的设计方案应用到鹰扬金币上。总统还决定以圣高登斯设计的20美元金币为基础，在10美元金币背面刻上类似的站立白头海雕。
圣高登斯的原有设计浮雕太高，给铸币局投产带来困难，为适应量产需要，让压制机只需压制一次就能成形，设计又经过数月的修改来降低浮雕。圣高登斯于1907年8月3日去世，罗斯福坚持要求新版鹰扬金币在同月投产。8月31日，新币样板呈交到总统手上，但与之后大批量生产的流通币还是有所不同。
金币面世后又因其上没有格言引起争议，国会为此通过法案要求加上格言。铸币局首席雕刻师查尔斯·爱德华·巴伯修改模具加上格言，还借机对设计图案做出多项小调整。印第安人头像鹰扬金币持续生产到1916年，之后的产量和生产周期都很不稳定，直至1933年富兰克林·德拉诺·罗斯福总统指示铸币局停止生产金币为止，给1795年开始生产的流通鹰扬金币系列划上句点。20世纪30年代末，大量印第安人头像鹰扬金币被政府熔融，1933年版由于发行量少，更是其中的珍品。

## 构想
1904年，美国总统西奥多·罗斯福在给财政部长莱斯利·莫蒂埃·肖（Leslie Mortier Shaw）的信中表示，他觉得美国硬币的艺术品质欠佳，或者可以考虑请位民间艺术家来重新设计这些硬币，总统为此推荐自己的朋友奥古斯都·圣高登斯（Augustus Saint-Gaudens）。根据罗斯福的提议，美国铸币局聘请圣高登斯重新设计当时已无需国会授权就可以换用新设计方案的5种硬币，其中1种是美分币，另外4种都是金币，面额分别是四分之一鹰（2.5美元）、半鹰（5美元）、鹰扬（10美元）和双鹰（20美元）。自由女神头像系列鹰扬金币早在1838年就已开始生产，全系列中最年轻的双鹰金币也早在1850年就已开始打造流通币。这些硬币的设计都已沿用超过25年，所以无须国会法案批准就可以重新设计。
铸币局首席雕刻师查尔斯·爱德华·巴伯和助手乔治·摩根（George T. Morgan）于1905年分别雕刻了罗斯福就职典礼奖章的正面和背面，但总统对之并不满意，所以请圣高登斯另行设计出一面非正式奖章，庆祝自己的第二次就职典礼。圣高登斯事先就预见到自己设计硬币会遇到巴伯的阻力，他在给弟弟路易斯·圣高登斯（Louis Saint-Gaudens）的信中写道：“巴伯就是个婊子养的，不过我必须得和总统谈谈，他当着我的面对肖部长下令说，要是巴伯不按我们的意思办，尽管杀头。”

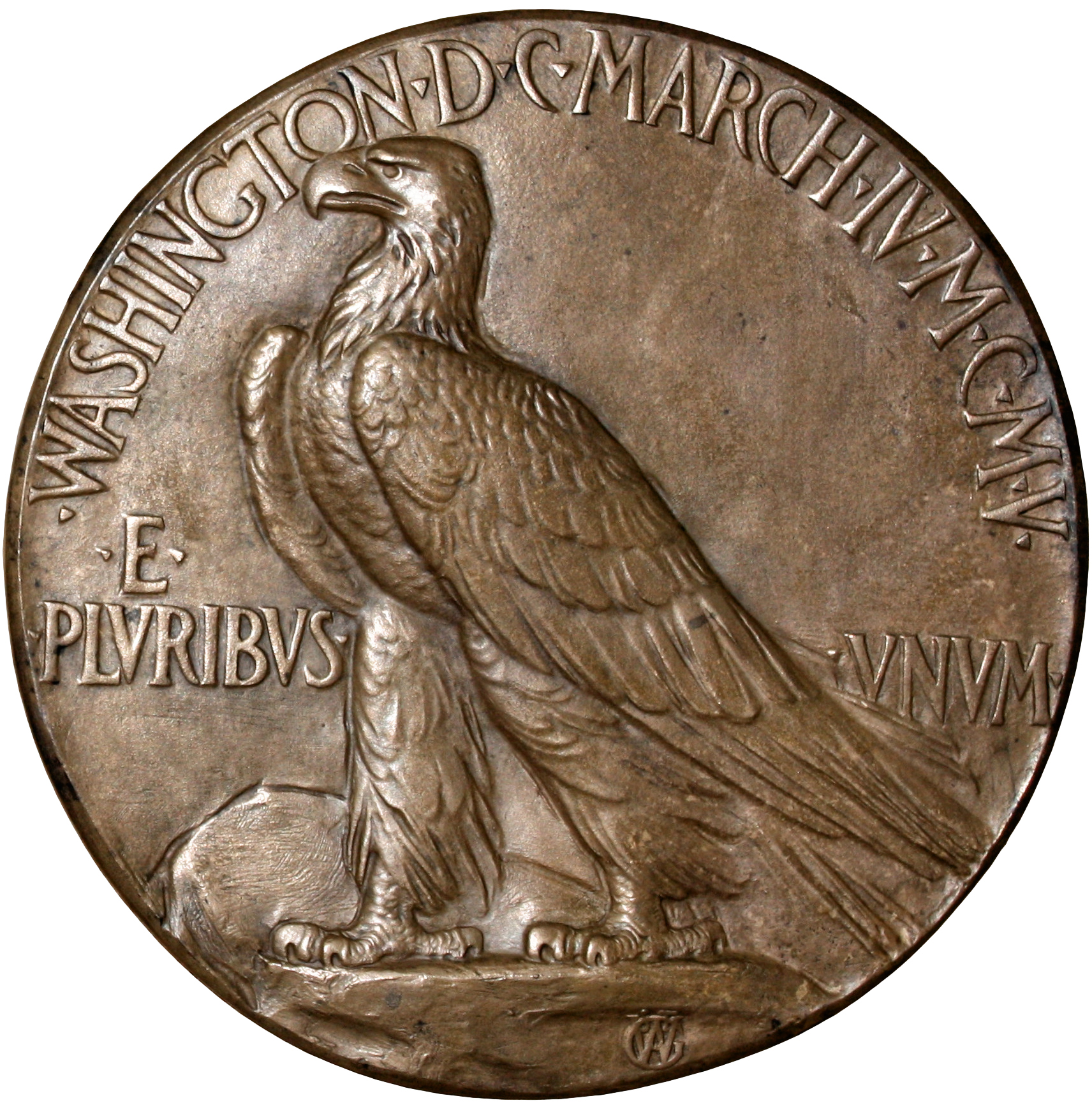
圣高登斯为罗斯福第二次就职典礼设计的奖章背面也有一只站立的老鹰，与之后用在10美元金币上的老鹰相似。

圣高登斯准备了多种分币模型，罗斯福对其中一些带有自由女神头像的设计特别满意。1907年初，他给雕塑家去信，提议在分币正面增加美洲原住民（印第安人）风格头饰：“我强烈认为，我们应当在至少一种硬币上采用印第安羽毛头饰。这不但可以体现出鲜明的美国风格，而且也非常美观。或者你可以在现有的正面设计基础上增加羽毛头饰？”钱币史学家沃尔特·布林（Walter Breen）认为，增加这顶“羽毛战帽”实属荒谬，“不管是自由女神还是任何一位美洲原住民女性都永远不会戴上”这样的装饰。艺术史学家科尼利厄斯·弗缪尔（Cornelius Vermeule）则认为，罗斯福插手干预、为自由女神选定头饰，导致印第安人头像鹰扬金币未能成为美国硬币中的伟大作品。
1907年2月，圣高登斯按总统要求为自由女神增加头饰。他这时仍然打算在4种金币上采用相同设计，只是尚未决定具体方案，在他提议双鹰金币上采用戴有头饰的自由女神形象后，罗斯福初步决定在鹰扬和双鹰金币上采用不同设计，并把戴有头饰的自由女神放在鹰扬金币上。双鹰金币的正面是大步前进的自由女神，背面则是飞鹰。总统原打算在圣高登斯表示异议时与之私下面谈，但他没有想到雕塑家这时已因癌症病危，所以两人没有进行会晤。

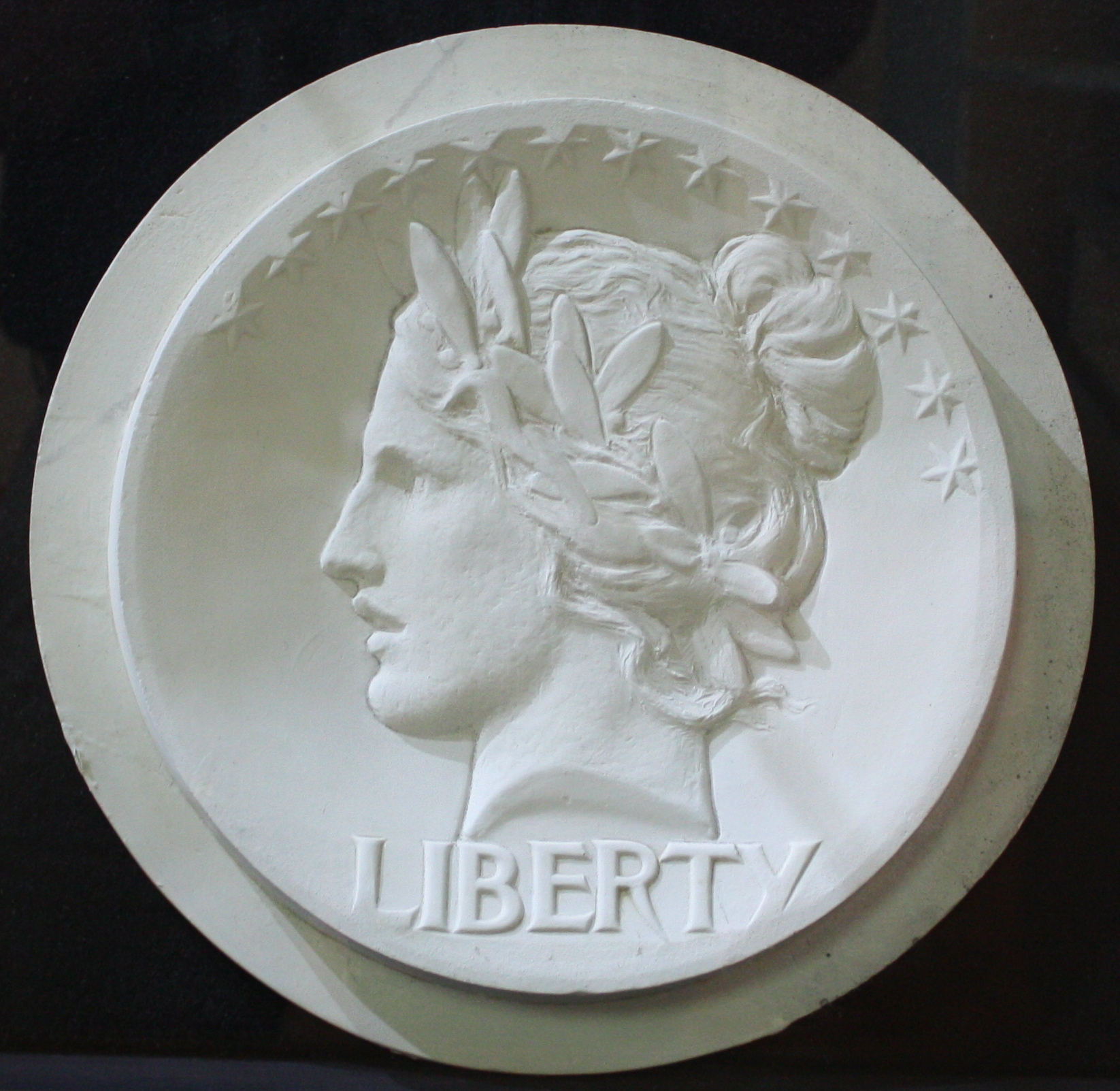
圣高登斯设计的1分硬币自由女神模型，罗斯福坚持要在其上增加印第安男性头饰。

1907年5月25日，铸币局局长乔治·罗伯茨（George E. Roberts）在给圣高登斯的信中表示：“现在已经定下来了……鹰扬金币的设计应该是带有羽毛（头饰）的自由女神头像和站立的老鹰”。雕刻师和助手马上开始修改。6月1日，圣高登斯寄出新币模型，觉得模型上的浮雕高度是铸币局能够达成的，还附有一封信，信中称铸币局应该能够接受新模具的浮雕。但由于他先后两次送到铸币局的模型浮雕都太高，硬币无法在压制机只压一次的情况下就成形，达不到流通币生产的根本要求，因此双鹰金币的投产被迫延迟。
圣高登斯的信送到了费城铸币局，局长约翰·兰迪斯（John Landis）让首席雕刻师查尔斯·爱德华·巴伯看过信件和模具。6月7日，巴伯告知兰迪斯：
本人谨此报告，我已收到两件石膏模型，还有圣高登斯先生写给局长的信的副本，信中某些陈述存在一点程度的误导……就我所知，硬币浮雕的设计必须符合一定条件，（但）现在发来的这些模型上却并不是硬币浮雕……（上面的）年份是罗马符号，甚至没有准备明年的（年份），上面也没有空白位置，考虑到这些硬币要再过25年才能再度更改设计，我觉得有必要指出，用不了几年，模具上就根本不可能刻上年份。

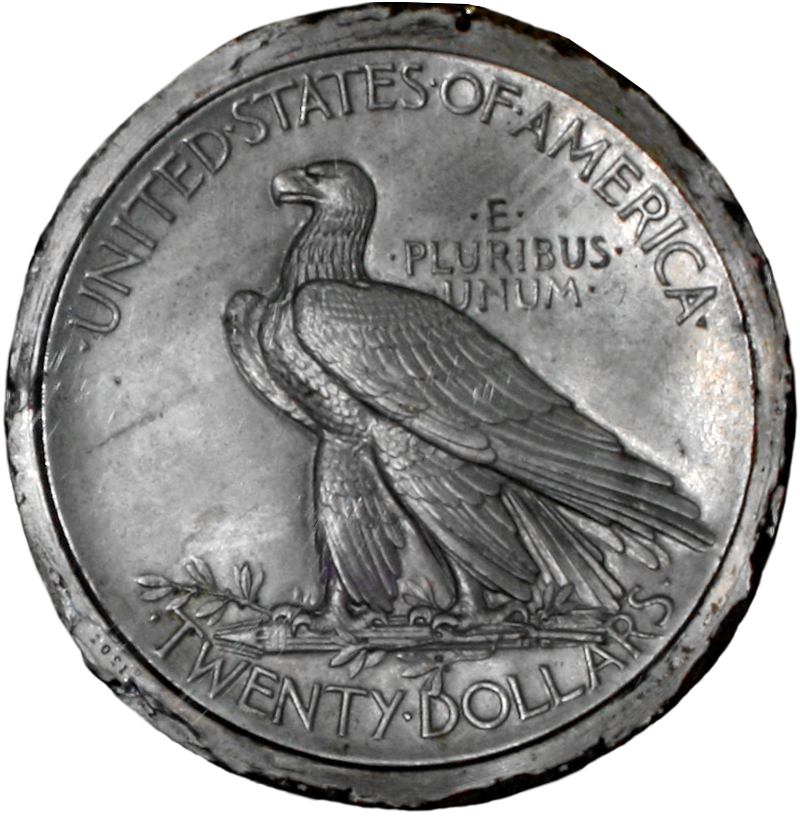
圣高登斯打造的双鹰金币金属模型，其设计之后用在鹰扬金币上。

6月11日，罗伯茨致信圣高登斯，告知模型上的年份和浮雕可能会有问题，由于连续数日没有收到回信，他又在18日再度去信。这次圣高登斯回了信，称他正在等待助手亨利·赫林（Henry Hering）归来，因为大部分与铸币局有关的事务都是由赫林打理。圣高登斯在信中同意，在鹰扬金币上采用罗马数字有欠考虑，赫林也于6月24日将新模型送到铸币局。巴伯用这些模型和私下制作的青铜压铸模一起准备硬币的金属模具，并于7月19日试铸了一些样币。制作这样一枚“高浮雕”版本金币需要压制机压制多次才能完全成形。圣高登斯于7月中旬致信铸币局，询问设计投产的进展情况，称他需要根据结果来确认如何设计其他硬币的浮雕。铸币局将试铸的一枚金币和一枚自由女神头像鹰扬金币寄给雕塑家作比较，后者也用支票支付了两枚金币的费用。
7月19日，罗伯茨又将类似的一对硬币寄给财政部长乔治·科特柳（George Cortelyou），还在信中指出，圣高登斯的设计采用光面，而不是像自由女神金币那样的磨砂面，有可能会助长仿冒品。罗伯茨还将这一担忧传达给圣高登斯，后者请求将生产新币模具的压铸模送到自己位于新罕布什尔州沙利文县科尼什（Cornish）的家中。模具于7月28日送达，但圣高登斯很快就因癌症于8月3日辞世。罗斯福在给雕塑家遗孀奥古斯塔（Augusta）的信中写道：“在我看来，有他来制作我们的两种硬币，这是我的政府享受的一项特权。”

## 准备工作

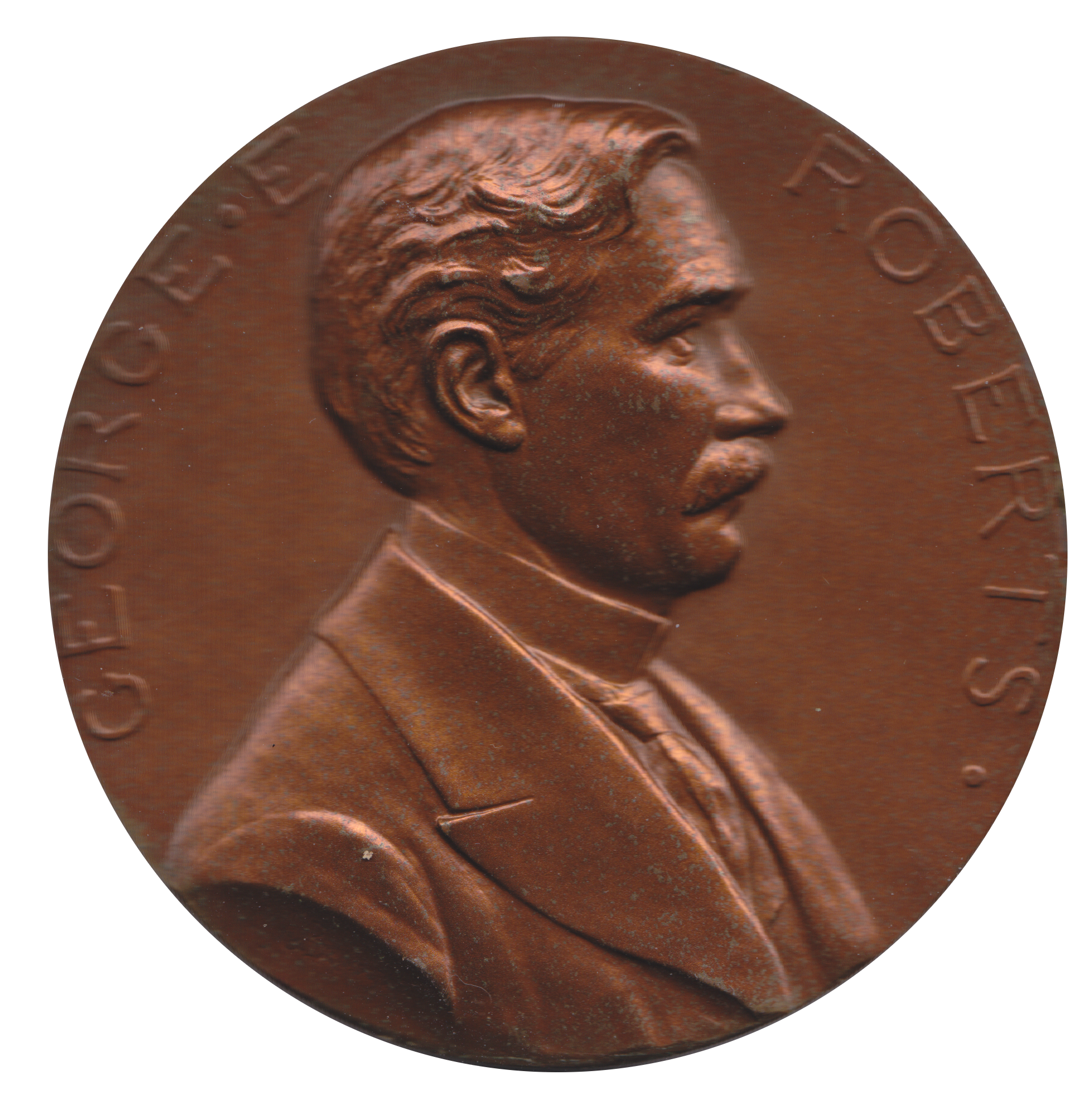
乔治·罗伯茨于1907年7月31日卸任铸币局局长职务，上图是巴伯为他设计的铸币局奖章。

1907年7月31日，罗伯茨卸任铸币局局长职务，成为芝加哥商业国民银行总裁。继任人选是旧金山铸币局局长弗兰克·A·利奇（Frank A. Leach），但他直到11月1日才上任，前铸币局局长罗伯特·普雷斯顿（Robert Preston）在此期间代理局长职务。
8月7日，罗斯福指示科特柳安排完成必要的设计工作，确保鹰扬和双鹰金币最迟在9月1日投产。由于兰迪斯正在度假，科特柳将总统的命令转达给费城铸币局代理局长阿尔伯特·诺里斯博士（Dr. Albert A. Norris），要求他“立即处理此事并按总统指示执行，同时采取一切可能的措施来加快工作进度”。普雷斯顿致信罗伯茨，询问新硬币的相关信息，罗伯茨于8月12日回信，介绍之前与圣高登斯的合作，并在信中指出，“半鹰和四分之一鹰（金币的设计）还没有得到总统的任何指示，但我估计这两种都会沿用鹰扬金币设计……总统已经决定1美分硬币保持不变，而且也没有讨论过要对这种镍币做任何变动。”
接到总统的指示后，巴伯给诺里斯去信，表示鹰扬金币的设计从7月就开始等待批准，但信中没有提及为了便于制模和生产，模型的线条需要更加锐利。诺里斯之后又给代理局长普雷斯顿去信，告知铸币局还在硬币边缘遇到问题，因为模具压出的边缘共有46颗星，但俄克拉荷马州这时尚未加入联邦，美国还只有45个州。铸币局官员向远在巴黎的同行求助未果，但铸币局的机加工车间成功调整了模具。诺里斯在给普雷斯顿的信中这样为巴伯辩护：
我觉得总统确信巴伯先生是因心态和能力问题而在工作中屡屡出现延误的说法有失公允。这些硬币模具都是圣高登斯制作的，作为雕塑家，他在硬币设计领域缺乏经验。我局在收到模型后发现，用这些模型制作的模具不能在硬币压制机上采用……那些模型按圣高登斯的要求送回给他，再又经过一段时间的修整。（接下来）我局又发现，即便是修整后的模型制出的模具也不能铸币，但还是做了模，并且事实也证明，硬币压制机无法采用这样的模具。我们怎么可能用这样的模具来为总统生产硬币呢？

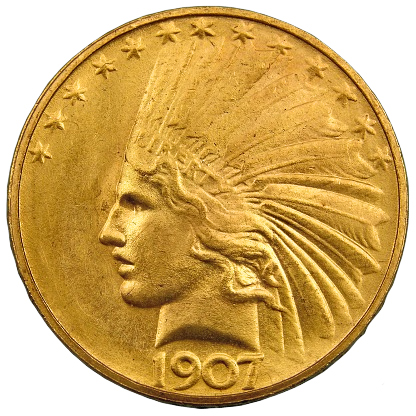
1907年“线条轮辋”版印第安人头像鹰扬金币

8月下旬，圣高登斯的遗孀把鹰扬金币的新模型送到代理局长普雷斯顿手上。巴伯检验过模型后表示：“用这些模型制作的模具会比已经做的那些有大幅改善。”他还称，有了这些模型，铸币局可以在一个月心内让鹰扬金币全面投产。圣高登斯的儿子霍默（Homer）致信普雷斯顿称：“赫林先生终于完成了鹰扬金币（的模型），其浮雕比卓别林（这里应是霍默的笔误，实际指的应该是法国雕塑家查普兰，两个姓氏非常接近）的法国硬币略低，赫林先生清楚地知道，这是我父亲在浮雕高度上能够接受的最低限度，而且按照我的理解，巴伯先生也能够采纳。”与此同时，为了达成罗斯福于8月7日下达的命令，科特柳下令铸币局将圣高登斯之前发来模型所制作的模具投入使用，采用铸币局的高压奖章压制机生产出500枚金币。普雷斯特告知诺里斯，总统很可能会要求产出100枚金币，建议他先准备好硬币，“这样你就可以在没有片刻延误的情况下提供（这些金币）。”在钱币史学家罗杰·伯德特（Roger Burdette）看来：“这是条‘保险政策’，科特柳将之落实到位，以防总统再发脾气”。罗斯福于8月31日看到鹰扬金币的样币，表示对之非常满意，并且希望能看到更多金币生产出来。
圣高登斯的设计没有为硬币两面的边缘加上环状突起的轮辋，这导致多余的金属被挤压出来，形成类似鱼鳍的金属薄片。这些薄片极易破损，令金币重量减轻，导致硬币在商品交易中不受待见。巴伯为此在模具上加刻轮辋，解决了这个问题。
圣高登斯的第一套模型制成的模具一共生产了约500枚金币，并且都是用奖章压制机打造，大部分成币都送给了政府官员。这些硬币人称“线条轮辋”币，代表金币空白部分和边缘之间没有轮辋过渡，进而形成尖角。至少在1912年时，人们都还可以按面值直接在铸币局购买这种硬币。2011年1月，一枚线条轮辋版印第安人头像鹰扬金币经拍卖以23万美元价格成交。经过巴伯修整的圣高登斯版模具一共生产了3万2000枚鹰扬金币，其中大部分都是采用普通硬币压制机打造，人称“圆角轮辋”版。1907年11月9日，最新的低浮雕版圣高登斯金币模具全面投产，新任铸币局局长弗兰克·利奇决定将3万1950枚“圆角轮辋”版金币熔融，仅有50枚得以留存。利奇在回忆录中称，这50枚金币都“送给了艺术博物馆、官员及与作品有关的其他人士”。
“圆角轮辋”版背面的面值文字（“拾圓”）前方、后方和两个单词之间都有“·”号间隔，所以很容易和之后的金币区分。其中一枚经利奇家族收藏一个多世纪后，于2011年1月以218万5000美元高价售出。

## 设计

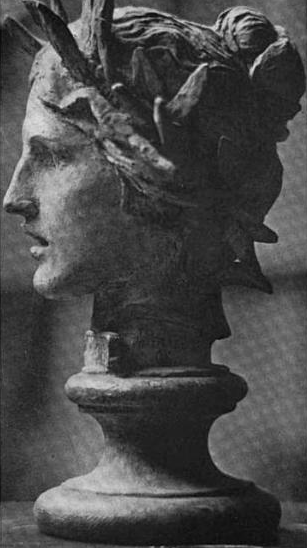
圣高登斯制作的胜利女神模型（图）没有在硬币生产中发挥作用

圣高登斯一直以为自己的设计方案会用在分币上，他根据自己之前制作、但一直没有发挥作用的模型设计出自由女神头像，并依此打造出纽约市威廉·特库姆塞·舍曼将军纪念碑上的胜利女神。这座模型是以南卡罗莱纳州的亨丽埃塔·安德森（Henrietta Anderson）为模特儿，她也是圣高登斯浮雕作品（古希腊语，意为胜利与和平）的模特儿。
圣高登斯鹰扬金币的背面是老鹰站在一捆由橄榄枝缠绕的箭上，这本是双鹰金币背面的设计方案，与他设计的罗斯福就职典礼纪念奖章类似。根据伯德特的记载，该设计的灵感有可能源自托勒密一世时期的一枚硬币，上面同样刻有站立的老鹰。圣高登斯一本转借给罗斯福的书上就有描绘这枚硬币的插图。
杰夫·加勒特（Jeff Garrett）和罗恩·古斯（Ron Guth）曾编撰过以美国金币为主题的百科全书，书中认为，印第安人头像鹰扬金币的设计细节既奇妙又荒唐。一来不大可能会有女性头戴这种只有男性勇士才能戴的头饰，二来把（“自由”）这么个词放在这样的头饰上也很不协调。
铸币局局长在呈交科特柳的硬币重新设计总结报告中这样写道：
鹰扬金币正面是戴有羽毛（头饰）的自由女神头像，这原本是1美分硬币的设计。总统对这种设计非常满意，所以决定将之应用到鹰扬金币上。据艺术家（指圣高登斯）所说，头像是依照总统的建议设计。（硬币）背面是站立的老鹰，硬币边缘有46颗星，每颗代表一个州。

## 发行和生产
新版鹰扬金币于1907年11月4日左右开始进入市场流通，不过利奇是在12月19日才得到发布金币的正式批文。
多家报纸早在11月7日就开始刊发文章，指出鹰扬金币上遗漏了格言（“我们信仰上帝”），很快就有许多人对此向铸币局表示不满。罗斯福认为在硬币上刻上神的名字是一种亵渎，为此他还找过政府律师确认，并没有要求硬币上必须刻有这句格言的法律规定。圣高登斯也希望新币上的刻字越少越好，所以乐于省略格言。据他的儿子霍默回忆，圣高登斯觉得对硬币的艺术效果有负面影响，所以在没有法律强制规定的情况，他选择将之省略，进而导致舆论哗然。联邦众议院于1908年3月通过法案，要求新版鹰扬和双鹰金币加上格言，参议院在5月跟进；罗斯福意识到自己的看法不得民心，于是也在同月签署法案。巴伯在鹰扬金币背面、老鹰胸部左侧位置加上格言。1908年丹佛铸币局生产的1908-“无格言版”金币的铸造标记与其它版本不同，位于背面的橄榄枝上方、老鹰的爪子旁边。从1908年起在丹佛和旧金山铸币局（铸造标记是字母）生产的有格言版鹰扬金币将铸造标记位置做了调整，改在背面老鹰所踩的箭头左侧。巴伯在加上格言的同时还对硬币做了多项小调整，但在布林看来，这些小调整对金币的艺术或生产品质都没有正面影响。
1908至1910年间，丹佛铸币局出产金币上的铸造标记比之后生产的要大得多，旧金山铸币局出产硬币的铸造标记一直都很小。随着新墨西哥州和亚利桑那州于1912年加入联邦，金币边缘的星星数量也从46增至48颗。
1907至1916年间，鹰扬金币每年都有生产。第一次世界大战爆发后，金币交易价格变得超过面值，为了购买战争物资，大量金币从欧洲流入美国，所以新金币的市场需求很小，鹰扬金币一度停产。此后，旧金山铸币局只在1920和1930年生产过印第安人头像鹰扬金币，费城铸币局也只在1926、1932和1933年生产过。1933年3月，总统富兰克林·德拉诺·罗斯福下令财政部停止发布任何金币，铸币局随后停产金币，给1795年面世的鹰扬金币系列划上句点。
1933年12月28日，财政部代理部长亨利·摩根索发布命令，要求所有美国公民上交金币或金卷换取纸币，只有少数人可以例外。随后几年里，财政部熔融了数以百万计的金币，现存的大部分美国金币都是在1933年以前外流到欧洲，再在国会立法允许公民持有黄金后返回美国本土。

## 收藏

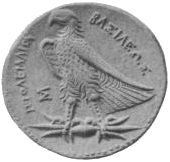
根据伯德特的记载，这枚插图描述的古埃及硬币可能是圣高登斯设计站立老鹰的灵感来源。

除1907年高浮雕版外，1920年以前出产的印第安人头像鹰扬金币中没有年份或铸造标记的流通币版本特别少见。1911-版的产量有3万零100枚，但如果其成色在谢尔顿硬币分级标准可以达到未经流通或是刚出产时的状态，那么价格就要比面额高得多，不过在流通币版本中，这样的价格仍然只能算中等。1920-的产量达到12万6500枚，但却是最罕见的版本之一。因为当时收藏这种硬币的人较少，欧洲尚未从一战中完全恢复，外流过去的金币也很少，所以绝大部分都在1933年后被政府熔融。流入市场的1933年版鹰扬金币非常少，出产的共计31万2500枚几乎全部都被熔融。已知成色最好的一枚（成色分极-66）于2004年以71万8750美元成交。估计尚存于世的1933年版鹰扬金币仅有约40枚。
费城铸币局于1907至1915年间生产过印第安人头像鹰扬金币的精制币，但部分年份的产量已不可考。已知产量最高的是1910年，共有204枚，其中一枚于2006年以8万零500美元价格成交。大部分都被熔融的圆角轮辋版金币只有一枚精制币尚存于世，属私人收藏。钱币学家麦克·福尔扬兹（Mike Fuljenz）认为，这是一枚测试新模具而诞生的实验币。不同精制币的表面有不同的抛光处理方式，1907年版是独一无二的绸缎精制币（设计图样上浮，呈现出类似绸缎的效果），之后的精制币大多是较暗的哑光表面。部分1908至1910年版精制币采用较为光亮的“罗马表面”。

### 脚注
1. ↑  Burdette 2007，第19頁.
2. ↑  Yeoman 2014，第268頁.
3. ↑  Yeoman 2014，第275頁.
4. ↑  Burdette 2007，第20頁.
5. ↑  Vermeule 1971，第108–109頁.
6. ↑  Moran 2008，第219頁.
7. ↑  Burdette 2006，第83–84頁.
8. ↑  Breen 1988，第558頁.
9. ↑  Vermeule 1971，第115頁.
10. ↑  Burdette 2006，第84頁.
11. 1 2  Burdette 2006，第209頁.
12. ↑  Burdette 2006，第98頁.
13. ↑  Burdette 2006，第99頁.
14. 1 2 3  Burdette 2006，第100–101頁.
15. ↑  Burdette 2006，第102頁.
16. ↑  Burdette 2006，第105頁.
17. ↑  Moran 2008，第307頁.
18. ↑  Burdette 2006，第106頁.
19. ↑  Burdette 2006，第106–107頁.
20. ↑  Moran 2008，第301頁.
21. ↑  Burdette 2006，第108–109頁.
22. 1 2  Burdette 2006，第113頁.
23. 1 2  Burdette 2006，第115頁.
24. ↑  Burdette 2006，第117頁.
25. ↑  Moran 2008，第301–302頁.
26. ↑  Breen 1988，第559頁.
27. ↑  Burdette 2006，第118頁.
28. 1 2  Roach, 2011-01-17.
29. ↑  Yeoman 2014，第274頁.
30. 1 2  Burdette 2006，第116–117頁.
31. ↑  Leach 1917，第378–381頁.
32. ↑  Burdette 2006，第82–83, 302頁.
33. ↑  Garrett & Guth 2008，第315頁.
34. ↑  Burdette 2006，第75頁.
35. ↑  Burdette 2006，第303頁.
36. 1 2  Garrett & Guth 2008，第314頁.
37. ↑  Burdette 2006，第149頁.
38. ↑  Moran 2008，第321頁.
39. ↑  Burdette 2006，第193–195頁.
40. 1 2 3 4 5  Breen 1988，第560頁.
41. ↑  Burdette 2006，第197頁.
42. ↑  Garrett & Guth 2008，第384頁.
43. ↑  Breen 1988，第558–560頁.
44. ↑  Breen 1988，第561頁.
45. ↑  Bowers 2004，第240頁.
46. 1 2  Garrett & Guth 2008，第391頁.
47. ↑  Garrett & Guth 2008，第391–393頁.
48. ↑  Fuljenz 2010，第234頁.
49. ↑  Bowers 2004，第277–278頁.
50. ↑  Lange 2006，第165頁.
51. ↑  Garrett & Guth 2008，第387頁.
52. ↑  Garrett & Guth 2008，第393頁.
53. ↑  Fuljenz 2010，第235頁.
54. 1 2  Garrett & Guth 2008，第418–422頁.
55. ↑  Fuljenz 2010，第175頁.

### 文献来源
书籍
- Bowers, Q. David. . Atlanta, Ga.: Whitman Publishing. 2004. ISBN 978-0-7948-1784-8.
- Breen, Walter. . New York, N.Y.: Doubleday. 1988. ISBN 978-0-385-14207-6.
- Burdette, Roger W. . Great Falls, Va.: Seneca Mill Press. 2006. ISBN 978-0-9768986-1-0.
- Burdette, Roger W. . Great Falls, Va.: Seneca Mill Press. 2007. ISBN 978-0-9768986-2-7.
- Fuljenz, Mike. . Lumberton, Tex.: Subterfuge Publishing. 2010. ISBN 978-0-9819488-9-8.
- Garrett, Jeff; Guth, Ron.  second. Atlanta, Ga.: Whitman Publishing. 2008. ISBN 978-0-7948-2254-5.
- Lange, David W. . Atlanta, Ga.: Whitman Publishing. 2006. ISBN 978-0-7948-1972-9.
- Leach, Frank. . San Francisco, California: S. Levinson. 1917  [2015-06-25]. （原始内容存档于2020-12-02）.
- Moran, Michael F. . Atlanta, Ga.: Whitman Publishing. 2008. ISBN 978-0-7948-2356-6.
- Vermeule, Cornelius. . Cambridge, Mass.: The Belknap Press of Harvard University Press. 1971. ISBN 978-0-674-62840-3.
- Yeoman, R.S.  68th. Atlanta, GA: Whitman Publishing. 2014. ISBN 978-0-7948-4215-4.

其它来源
- Roach, Steve. . Coin World. 2011-01-17  [2012-03-24]. （原始内容存档于2012-03-24）.